# Jitka Gruntová
Jitka Gruntová (geboren am 8. Mai 1945 in Blansko, Tschechoslowakei) ist eine tschechische Historikerin und Politikerin (KSČM).

## Leben
Nach einem postgradualen Studium der Museologie an der Masaryk-Universität in Brünn arbeitete Gruntová ab 1991 als Lehrerin in Březové nad Svitavou. In den Jahren 1985 bis 1995 forschte sie über das KZ Groß-Rosen.

## Die Wahrheit über Oskar Schindler – weshalb es Legenden über „gute Nazis“ gibt
In ihrem Buch Die Wahrheit über Oskar Schindler – weshalb es Legenden über „gute Nazis“ gibt kritisiert Gruntová die Wahrnehmung Oskar Schindlers, welche vor allem in der Öffentlichkeit durch den Film Schindlers Liste von Steven Spielberg geprägt wurde. Die positiven Berichte über Oskar Schindler stammten meist von höheren Angestellten, den Aussagen einfacher Arbeiter wurde wenig Beachtung geschenkt. Zudem gab es auch Berichte von Hunger und Misshandlung. Auch die Arbeiter Schindlers haben ihre Befreiung der Roten Armee zu verdanken. Ihr Überleben haben sie durch ihren Überlebenswillen, harte Arbeit und teilweise ihr Vermögen erkauft. Gruntová macht darauf aufmerksam, dass Schindler noch zu seinen Lebzeiten ein Image kreieren wollte, das seine Rolle als Kriegsgewinnler in eine Wohltäterrolle umwandelt. Er nahm daher auch Kontakt mit Fritz Lang auf, um seine Geschichte verfilmen zu lassen.

„Solche Kunstwerke erfüllen einen Zweck: Sie kreieren und verbreiten Legenden, keineswegs Geschichte. Man möchte, dass sich die Geschichte so zugetragen hat. Mit »guten«, »menschlichen« Nazis. Unausgesprochen schwingt die Botschaft mit: Wenn es in einem solchen verbrecherischen System solche edlen Charaktere gab, kann das ganze System nicht so kriminell gewesen sein. Wir wollen wissen: Wer war dieser Oskar Schindler, der die Vorlage für einen solchen Film lieferte? Wie und wo lebte er, was tat oder unterließ er? Ist es gerechtfertigt, ihn auf einen Denkmalsockel zu heben?“